# Інті

Інті на прапорі Аргентини, 1818 рік

Інті (кеч. Inti) — бог Сонця у міфології інків та покровитель Тауантінсую. Точне походження образа цього бога невідоме, за найпоширенішою версією міфології інків він був сином Віракочі, бога всесвіту.

## Культ бога Інті
Міфологія та релігія інків була заснована на природних явищах, а Сонце було одним з найважливіших аспектів життя, бо воно забезпечувало тепло та денне світло. Інті, бог Сонця вважався богом-прародителем життя. Йому поклонялися здебільшого селяни, які залежали від сонця для отримання врожаїв. Хоча це був бог другого ряду після Віракочі, він отримував найбільші жертвоприношення. Сапа Інка, верховний правитель, вважався прямим нащадком та спадкоємцем Інті.

## Легенди
Інті та його дружина, Пачамама, богиня Землі, зазвичай були серед найшанованіших божеств. Мама-Кілья його сестра та богиня Місяця, також часто вважалася його дружиною.
Згідно зі стародавньою легендою, Інті навчив свого сина Манко Капака та дочку Мама Окльйо мистецтву цивілізації, після чого вони були послані передати знання людству. Однак за іншою легендою Манко Капак був сином Віракочі.
Інті наказав своєму синові збудувати столицю інків Куско, де великий золитий клин, що він ніс, впаде на Землю. За легендою, це відбулося саме в Куско. В самій Тауантісую (державі інків) правитель держави (сапа інка) вважався живим представником Інті на Землі. Верховний жерцем Інті був уільяк уму, друга за ступенем впливу людина держави та найчастіше брат правителя.
Часто інті був відомий як Апу Пучау або «володар денного світла». Інті зазвичай зображувався у вигляді золотистого диску з обличчям людини. Величезний диск, що зображав його, був захоплений іспанцями в 1571 році та надісланий в подарунок папі римському, проте був втрачений у дорозі.

## Інті-Раймі
Фестиваль Інті-Раймі, присвячений Інті, зараз привертає тисячі місцевих мешканців і туристів до Куско, стародавньої столиці Тауантісую. Цей фестиваль проводиться протягом зимового сонцестояння, що відбувається близько 24 червня. Традиційно фестиваль проводився в Куско, де його відвідували мешканці всіх земель Тауантісую. Назва «Інті-Раймі» означає «воскрісення Сонця» або «шлях Сонця». Всі посадовці та військові офіцери відвідували фестиваль у своїх найкращих парадних костюмах, як і васальні правителі, та несли з собою найкращу зброю або інструменти.
Перед фестивалем проводилася підготовка протягом трьох днів, в цей час заборонялося запалювати вогонь або вступати у статеві стосунки. Сам фестиваль тривав дев'ять днів, протягом цього часу споживалася велика кількість їжі та напоїв. Інті приносилося багато жертвоприношень, особливо протягом першого дня. Лише після закінчення фестивалю гостям дозволялося повертатися додому.